# Tomaszówka (obwód kijowski)
Tomaszówka (ukr. Томашівка, Tomasziwka) – wieś w rejonie fastowskim obwodu kijowskiego nad rzeką Irpień, centrum administracyjne tomaszowskiej silskiej rady (Томашівська сільська рада).

## Legendarne początki
Nazwa wsi pochodzi jakoby od imienia przywódcy oddziału chłopskich powstańców (kozaków, hajdamaków) – niejakiego Tomasza, który poległ w tej okolicy, walcząc ze szlachtą. Towarzysze Tomasza usypali kurhan nad jego grobem, a w pobliżu zbudowali trzy chaty, które stały się zalążkiem późniejszej wsi.

## Historia
Teren późniejszej wsi Tomaszówka w latach 80. XVI w. należał do dóbr kijowskiej Ławry Pieczerskiej. Po unii brzeskiej majątek ten przeszedł w ręce unickich metropolitów kijowskich (Rahoza, Pociej, Rutski, Korsak, Sielawa). Pierwsza pisemna wzmianka o wsi pochodzi z 1676 r. Na początku XVIII w. znalazła się na obszarze ogarniętym przez powstanie Semen Palija na Ukrainie Prawobrzeżnej. W 1714 r. Tomaszówka powróciła do metropolitów unickich. Tomaszówka przynależała do województwa kijowskiego Korony Królestwa Polskiego i według wojewódzkiej taryfy podatku podymnego w 1754 we wsi znajdowało się 20 domów. Wieś została zajęta przez Rosję w 1793 w II rozbiorze Polski, i w 1795 r. została przejęta na własność rosyjskiego skarbu państwa. Katarzyna II podarowała wieś kniaziowi Grigorijowi Aleksiejewiczowi Dołgorukowi, który w 1810 r. sprzedał Tomaszówkę polskiemu szlachcicowi Janowi Nepomucenowi Chojeckiemu herbu Lubicz. Chojeccy władali Tomaszówką przez ponad 100 kolejnych lat. 

## Dwór

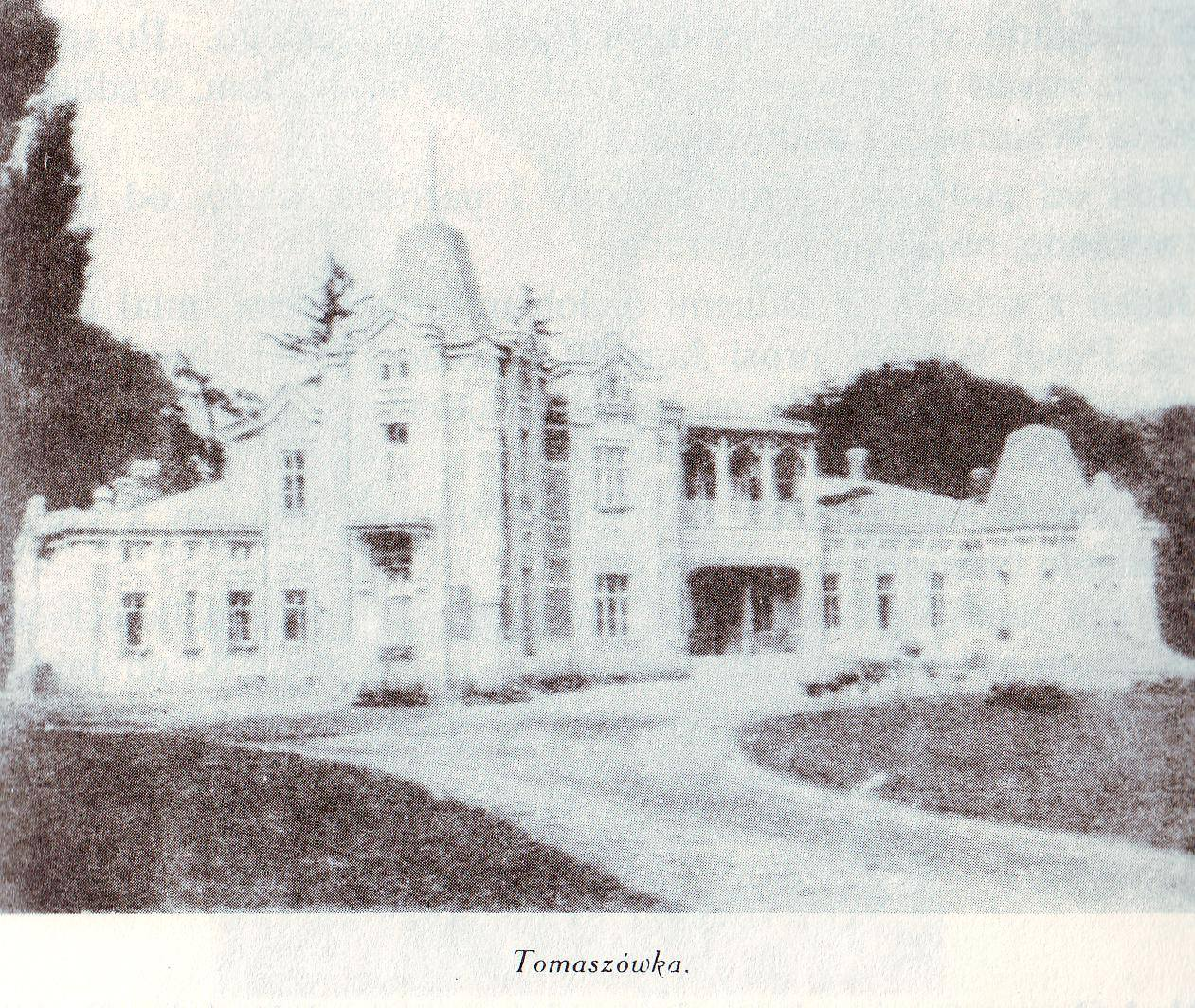
Dwór Chojeckich na zdjęciu (przed 1939)

W 1903 r. Zygmunt Chojecki po pożarze obszernego dworu wybudował tu nową murowaną piętrową rezydencję, opisaną przez Antoniego Urbańskiego. Architektem, który zaprojektował budowlę, był Walerian Kulikowski z Wilna. Rezydencja, jako piętrowa, została wybudowana w stylu eklektycznym z dekorowanymi wieżyczkami i bogato zdobioną fasadą, miała od podjazdu górne balkony i narożną wieżę. W dworze znajdowała się kaplica oraz kolekcja polskiej literatury i malarstwa portretowego oraz historycznego (m.in. obrazy Gersona - Poseł Wilczek prosi Jana III o pomoc dla oblężonego Wiednia, Lessera - Wjazd Jagiełły na zamek Wawelski i Löfflera – Po napadzie Tatarów). Pałac ocalał do dzisiejszych czasów. Po przejęciu pałacu w okresie radzieckim ulokowano w nim szkołę. W 2000 roku został przejęty przez zakonników prawosławnych klasztoru moskiewskiego patriarchatu. 
Od XIX w. w Tomaszówce mieszkało ok. 800 mieszkańców, znajdowała się tu stacja pocztowa, stacja kolejowa, młyn oraz niewielka szkoła. Miejscowość znajdowała się na terenie powiatu (ujezdu) skwirski i należała do rzymskokatolickiej parafii Dziadowszczyzna (Dydowszczyzna, Didowszczyzna), dekanatu skwirskiego. Ludność prawosławna również korzystała z dwóch cerkwi w Dziadowszczyźnie. Po Chojeckich Tomaszówka należała do Zygmunta Straszyńskiego herbu Lubicz (ur. w 1871). 
W czasach radzieckich rezydencja pełniła funkcję budynku szkolnego.
W dawnej siedzibie Chojeckich mieści się obecnie męski monastyr Złożenia Szat Przenajświętszej Bogurodzicy (Свято-Богородичный Ризоположенский мужской монастырь), znajdujący się w jurysdykcji Ukraińskiego Kościoła Prawosławnego Patriarchatu Moskiewskiego. Skit został założony w 2000 r. Klasztor pełni ponadto rolę ośrodka wypoczynkowego dla duchowieństwa oraz atrakcji turystycznej (park, ferma strusi).